# Hráč (Pavol Hammel-album)
A Hráč (magyarul: Játékos) Pavol Hammel és a Prúdy 1975-ben megjelent nagylemeze, melyet az Opus adott ki. A kiadvány kinyitható borítós. 2008-ban CD-n is megjelent a felújított változata.

## Az album dalai

### A oldal
1. Hráč (3:39)
2. Hotel Sen (3:14)
3. Zimuška (3:14)
4. Starý porcelán (2:53)
5. Ty si tá (2:25)
6. Bláznove byty	(2:40)
7. Svitanie (2:27)

### B oldal
1. Učiteľka tanca (2:36)
2. Blší trh (2:41)
3. V každom počasí (2:42)
4. Láskavo (3:34)
5. Chuť prvých strát (4:19)
6. Mladosť (2:25)